# 8432 Tamakasuga
8432 Tamakasuga (1997 YD18) là một tiểu hành tinh vành đai chính được phát hiện ngày 27 tháng 12 năm 1997 bởi A. Nakamura ở Kuma Kogen.
Nó được đặt theo tên sumo wrestler Tamakasuga Ryōji.